# Worliny
Worliny (deutsch Worleinen) ist ein Ort in der polnischen Woiwodschaft Ermland-Masuren. Er gehört zur Gmina Łukta (Landgemeinde Locken) im Powiat Ostródzki (Kreis Osterode in Ostpreußen).

## Geographische Lage
Worliny liegt am Westufer des Eissing-Sees (polnisch Jezioro Isąg) im Westen der Woiwodschaft Ermland-Masuren, 14 Kilometer nordöstlich der Kreisstadt Ostróda (deutsch Osterode in Ostpreußen).
|  |

## Geschichte
Worlein (nach 1543 Groß Worleinen, später entfällt der Zusatz) wurde 1354 gegründet. Von 1874 bis 1945 war das Dorf in den Amtsbezirk Locken (polnisch Łukta) im Kreis Osterode in Ostpreußen eingegliedert.
Im Jahre 1910 waren in Worleinen und dem Ortsteil Sporken (polnisch Spórka) insgesamt 296 Einwohner gemeldet. Ihre Zahl belief sich 1933 auf 270 und 1939 auf 261. Die 261 Einwohner lebten in 70 Haushalten, 127 waren in der Land- und Forstwirtschaft, 83 in Industrie und Handwerk sowie sieben in Handel und Verkehr beschäftigt.
In Kriegsfolge kam Worleinen 1945 mit dem gesamten südlichen Ostpreußen zu Polen. Das Dorf erhielt die polnische Namensform „Worliny“. Heute ist der Ort Sitz eines Schulzenamts (polnisch Sołectwo), das auch für den Nachbarort Spórka (Sporken) zuständig ist, eine Ortschaft im Verbund der Landgemeinde Łukta (Locken) im Powiat Ostródzki (Kreis Osterode in Ostpreußen), bis 1998 der Woiwodschaft Olsztyn, seither der Woiwodschaft Ermland-Masuren mit Sitz in Olsztyn (Allenstein) zugehörig.

## Kirche
Bis 1945 war Worleinen in die evangelische Kirche Locken in der Kirchenprovinz Ostpreußen der Kirche der Altpreußischen Union, außerdem in die römisch-katholische Kirche Ostróda eingepfarrt.
Heute gehört Worliny katholischerseits zur Pfarrei Łukta im Erzbistum Ermland sowie evangelischerseits zur Kirche Łęguty (Langgut), einer Filialkirche von Ostróda in der Diözese Masuren der Evangelisch-Augsburgischen Kirche in Polen.

## Verkehr
Worliny liegt an der Woiwodschaftsstraße 531, die Łukta mit Podlejki (Podleiken) verbindet. Eine vom Nachbarort Wynki (Wönicken) kommende Straße endet in Worliny. Eine Bahnanbindung besteht nicht.